# Siliana Sud
La delegació o mutamadiyya de Siliana Sud (àrab: معتمدية سليانة الجنوبية, muʿtamadiyyat Silyāna al-Janūbiyya) és una delegació de Tunísia, a la governació de Siliana, formada per la part sud de la ciutat de Siliana i tota la zona muntanyosa del Djebel Belouta, arribant al sud-est fins al Djebel Essardj. L'Oued Siliana, que ve del nord, rega la delegació i en aquesta part hi ha l'embassament d'El Akhmes, prop de la vila de Sidi Abd El Mlak. La delegació tenia 33.420 habitants al cens del 2004.

## Administració
Com a delegació o mutamadiyya, duu el codi geogràfic 24 52 (ISO 3166-2:TN-12) i està dividida en vuit sectors o imades:
- Marj Mokaddem (24 52 52)
- Es-Sefina (24 52 53)
- Sidi Morched (24 52 54)
- Sidi Mansour (24 52 55)
- Sidi Hmada (24 52 56)
- Sejja (24 52 57)
- Ouled Zenag (24 52 58)
- El Kabel (24 52 59)

A nivell de municipalitats o baladiyyes, forma part de la municipalitat de Siliana (codi geogràfic 24 11).